# Ulrich Tränkle
Ulrich Tränkle (* 1947 in Heidenheim an der Brenz; † 27. Februar 1993 in Chemnitz) war ein deutscher Psychologe und Hochschullehrer, er war zuletzt an der Technischen Universität Chemnitz tätig.

## Leben
Er studierte von 1968 bis 1974 Psychologie an der Johann Wolfgang Goethe-Universität Frankfurt am Main. Während der letzten Jahre seines Studiums war er von 1971 bis 1974 Mitarbeiter und Gesellschafter des „PSYFO-Instituts für angewandte Psychologie und empirische Sozialforschung GmbH“ in Frankfurt, das sich mit arbeits- und organisationspsychologischer Beratung, Führungskräfteschulung sowie Markt- und Meinungsforschung beschäftigte. Nach Ablegung seines Diploms wurde er 1974 Wissenschaftlicher Mitarbeiter bei Friedhelm Burkardt und arbeitete dort im Bereich der Methodenlehre und der Verkehrspsychologie. Seit 1975 nahm er Lehraufträge an der TH Darmstadt wahr. 1977 promovierte er mit der Arbeit „Auswirkungen von Langzeitfahrten unter Geschwindigkeitsbeschränkung auf das Fahrverhalten“. Danach wechselte er als Akademischer Rat an das Psychologische Institut der Universität Münster. Hier habilitierte er sich 1982 und wurde 1987 zum außerplanmäßigen Professor ernannt. 1993 erfolgte der Ruf auf die Professur für Arbeits-, Betriebs- und Organisationspsychologie der Technischen Universität Chemnitz.
Tränkle verstarb unerwartet im Alter von 46 Jahren.

## Werk
Seine Forschungsgebiete sind der Arbeitspsychologie und der Entwicklung von Forschungsmethoden der Psychologie zuzurechnen. Spezielle Themen sind Studien zur Verkehrspsychologie, Arbeitszufriedenheit und Ergonomie bzw. Software-Ergonomie. Er entwickelte auch Fragebogen zu Motivdimensionen des Fahrverhaltens. In späteren Jahren beschäftigte er sich mit Problemen der Risikowahrnehmung und des Risikoverhaltens junger Fahranfänger ebenso wie mit dem Fahrverhalten älterer Verkehrsteilnehmer.

## Publikationen (Auswahl)
- Autofahren im Alter. Verlag TÜV Rheinland, Köln 1994, ISBN 978-3824901913.
- Mathematische und statistische Methoden für Studierende der Psychologie, Biologie, Medizin, Pädagogik, Soziologie (2., neubearb. und erw. Aufl.). Aschendorff Verlag, Münster 1991, ISBN 978-3-402-04280-9.
- Statistische Methoden in der Psychologie. Wissenschaftliche Buchgesellschaft, Tübingen 1985, ISBN 9783534085200.
- gem. m. Reinfeldt Manfred: Signifikanztabellen statistischer Testverteilungen. Bonomial-, Poisson-, Normal-, x2-, t-, r-Tabellen, F-Tabellen für acht Signifikanzniveaus. R. Oldenbourg Verlag München 1976, ISBN 978-3486201116.